# Аллен Дженкинс
Аллен Дженкинс (англ. Allen Jenkins), имя при рождении Альфред Макгонегал (англ. Alfred McGonegal) (9 апреля 1900[…], Статен-Айленд, Нью-Йорк — 20 июля 1974, Санта-Моника, Калифорния) — американский характерный актёр и певец, который работал а театре, кино и на телевидении. Более всего Дженкинс известен по ролям в фильмах 1930-х годов.
За свою кинокарьеру Дженкинс сыграл более чем в 100 кинофильмах, наиболее значимые среди которых «Я — беглый каторжник» (1932), «Гранд-отель» (1932), «Трое в паре» (1932), «42-я улица» (1933), «Мисс Глори» (1935), «Кейн и Мейбл» (1936), «Навсегда со времён Евы» (1937), «Тупик» (1937), «Меченая женщина» (1937), «Дестри снова в седле» (1939), «С огоньком» (1941) и «Телефон пополам» (1959).

## Ранние годы и театральная карьера
Аллен Дженкинс родился 9 апреля 1900 года в Стейтен-Айленде, штат Нью-Йорк, в семье артистов музыкальной комедии. Во время Первой мировой войны Дженкинс строил суда на Бруклинской военно-морской верфи, после чего пошёл работать в театр машинистом сцены. Получив профессиональное образование в Американской академии драматических искусств, Дженкинс начал театральную карьеру.

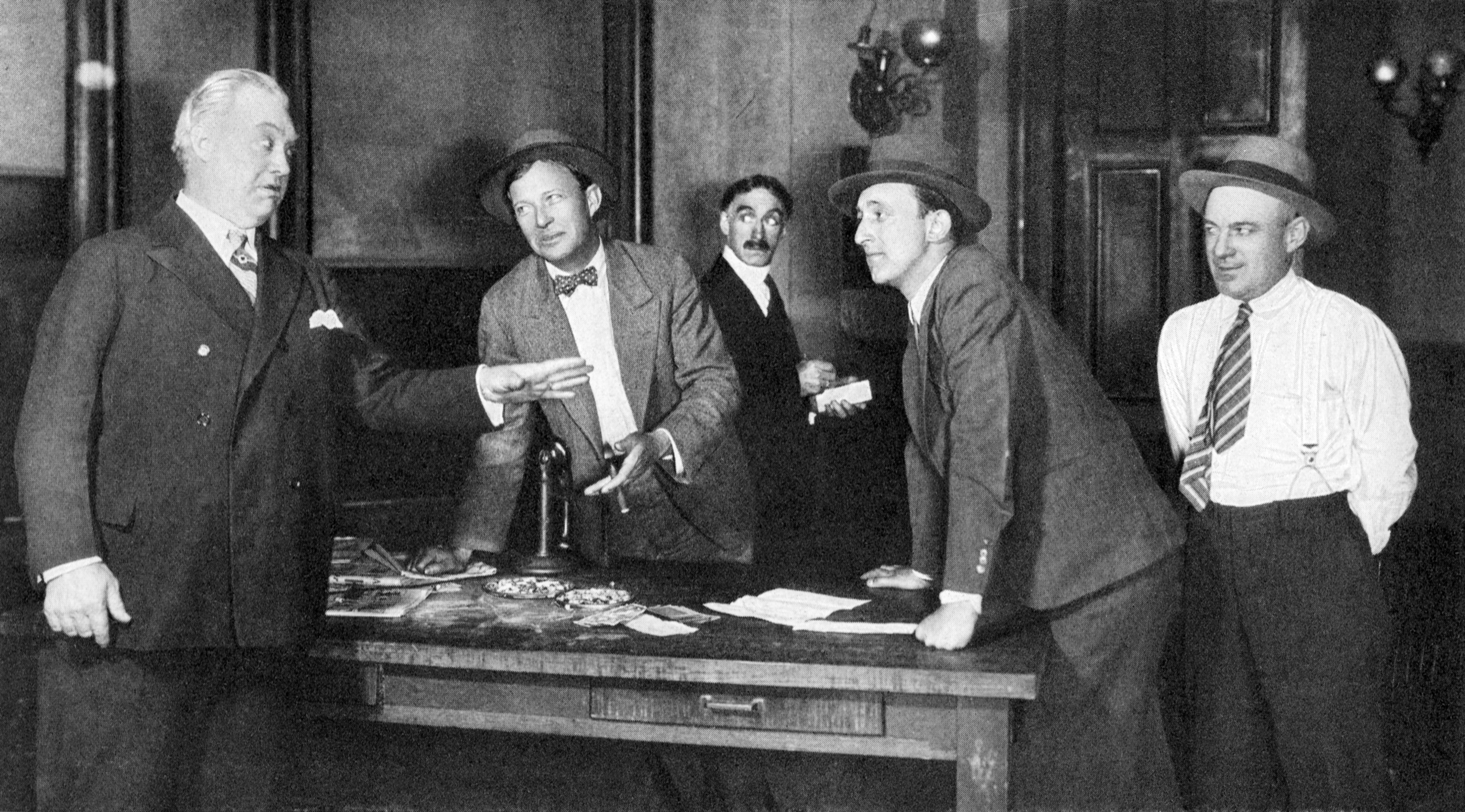
Аллен Дженкинс в спектакле «Первая полоса» (1928) (второй справа)

Начиная с 1922 года, Дженкинс стал выступать на Бродвее, сыграв в таких спектаклях, как комедия «Секреты» (1922-23), пьеса «Славься, Аллилуйя» (1926), комедия «Поташ и Перлмуттер, детективы» (1926), комедия «Первая полоса» (1928-29, 276 представлений), мелодрама «Последние пять звёзд» (1930-31, 175 представлений), комедия «Чудо-мальчик» (1931), пьеса «Благословенное событие» (1932), комедия «Кое-что для мальчиков» (1943-44). Вне Бродвея Дженкинс вместе с Джеймсом Кэгни танцевал в массовке в небродвейском мюзикле «Тук-тук-тук», а также играл роли в спектаклях «Дождь» и «Какова цена славы?».
Когда в течение трёх недель Дженкинс заменял Спенсера Трейси в главной роли спектакля «Последняя миля», на него обратил внимание глава киностудии Paramount Pictures Дэррил Ф. Занук, вызвав его в Голливуд.

## Карьера в кино
В 1931 году Дженкинс дебютировал в кино в роли бывшего заключённого в короткометражке «Встать на правильный путь». В 1932 году с Дженкинсом подписала контракт кинокомпания Warner Brothers, и в том же году он предстал в образе мелкого гангстера Фрэнки Уэллса в комедии «Благословенное событие», повторив свою роль из бродвейской постановки. Как отмечает историк кино Хэл Эриксон, «этот и большинство последующих фильмов Дженкинса были произведены на студии Warner Bros., где актёр сыграл в таком большом количестве фильмов, что иногда его называли „пятым братом Уорнером“. Его актёрским амплуа стали роли комичных подручных гангстеров, полицейских, таксистов и других „жёстких парней“». Как отмечено в биографии актёра на сайте Turner Classic Movies, «множество ролей крутого парня сделали Дженкинса чем-то вроде иконы 1930-х годов, и этот имидж остался за ним на всю карьеру».

В первой половине 1930-х годов Дженкинс сыграл небольшие, но значимые роли в криминальной драме «Я — беглый каторжник» (1932) с Полом Муни и в мелодраме «Трое в паре» (1932) с Уорреном Уильямом и Бетт Дейвис. Год спустя Дженкинс сыграл подручного гангстера в криминальной мелодраме «Мэр ада» (1933) с Джеймсом Кэгни в главной роли. Как отметил по поводу этого фильма современный историк кино Пол Татара, «несмотря на слабый сценарий, энергичная привлекательность Кэгни, страстный финал и сильная игра Дженкинса в роли второго плана обеспечили фильму хорошую кассу». Год спустя Дженкинс сыграл в криминальных мелодрамах «Водоворот» (1934) и «Дело о воющей собаке» (1934) с Уильямом и Мэри Астор. 

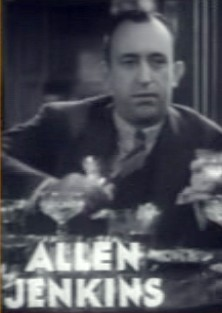
Аллен Дженкинс в трейлере фильма «Замочная скважина» (1933)

Помимо криминального жанра Дженкинс отметился заметными ролями ещё в трёх фильмах с участием Кэгни — романтической комедии «Трудно справиться» (1933), мелодраме «Парень из Сент-Луиса» (1934) и криминальной комедии «Джентльмен Джимми» (1934), а также в музыкальных комедиях «42-я улица» (1933) и «Кейн и Мэйбел» (1936) с Кларком Гейблом в главной роли.
Во второй половине 1930-х годов Дженкинс сыграл в двух значимых криминальных драмах — «Тупик» (1937) с Хамфри Богартом и Сильвией Сидни и «Меченая женщина» (1937), снова с Богартом и Дейвис, а также в криминальных комедиях «Маленькое дело об убийстве» (1938) с Эдвардом Г. Робинсоном, «Удивительный доктор Клиттерхаус» (1938) и «Брат Орхидея» (1940) (в двух последних фильмах главные роли исполнили Робинсон и Богарт). Важными картинами Дженкинса этого десятилетия стали также романтическая комедия «Трудно достать» (1938) с Диком Пауэллом и вестерн «Дестри снова в седле» (1939) с Марлен Дитрих и Джеймсом Стюартом.
В начале 1940-х годов Дженкинс сыграл в комедии «С огоньком» (1941) с Гэри Купером и Барбарой Стэнвик, детективной комедии «Шаги в темноте» (1941) с Эрролом Флинном и комедии «Квартал Тортилья-флэт» (1941) со Спенсером Трейси. Во время Второй мировой войны Дженкинс работал в Объединённых организациях обслуживания вооружённых сил, участвуя в шоу для американских военных за рубежом, а в 1945 году сыграл в музыкальной комедии «Чудо-человек» (1945) и фильме нуар «Леди в поезде» (1945) с Диной Дурбин.
Однако, как пишет Эриксон, после окончания войны «популярный, но недисциплинированный и расточительный Дженкинс был понижен до фильмов категории В». В частности, он неоднократно появлялся в детективных комедиях про сыщика-любителя по прозвищу Сокол на киностудии RKO, а также сыграл в серии фильмов про Парней с Бауэри на студии Monogram.
В 1959 году Дженкинс сыграл лифтёра в популярной комедии «Телефон пополам» (1959) с Роком Хадсоном и Дорис Дэй, а в 1963 году у него была эпизодическая роль копа в комедии «Этот безумный, безумный, безумный, безумный мир» (1963). Как пишет Эриксон, «в 1960-е годы Дженкинс по-прежнему продолжал карьеру, но его зрение настолько ухудшилось, что на съёмочной площадке ему приходилось запоминать, где стоит мебель». Пытаясь свести с концами в промежутках между редкими ролями, Дженкинс подрабатывал слесарем на авиазаводе «Дуглас Эйркрафт» и продавал автомобили в Санта-Монике. Когда в 1965 году его спросили о «подработках», Дженкинс, который в лучшие дни получал по 4000 долларов в неделю, ответил: «Я иду туда, где есть работа, и делаю ту работу, которую получаю!». По словам Эриксона, к концу жизни Дженкинса брали на эпизодические роли «те режиссёры, которые помнили физически хрупкого, но напористого и энергичного актёра по дням его славы». Так, незадолго до смерти Дженкинс сыграл роль телеграфиста в финальной сцене комедии Билли Уайлдера «Первая полоса» (1974), в театральной версии которой актёр играл много лет назад.

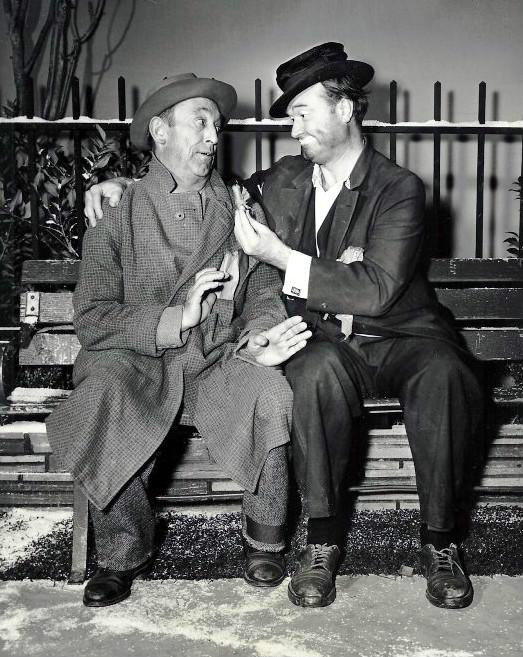
Аллен Дженкинс и Ред Скелтон в телепрограмме «Шоу Реда Скелтона» (1958)

## Карьера на телевидении
В 1950-е годы Дженкинс стал много работать на телевидении. В частности, он играл постоянную роль бывшего тренера по боксу в 13 эпизодах комедийного сериала «Дюк» (1954), постоянную роль в 11 эпизодах ситкома «Шоу Реда Скелтона» (1954-62), а также таксиста и старшего друга главной героини в 23 эпизодах ситкома «Эй, Джинни» (1956-57). В 1960-е годы Дженкинс озвучивал персонаж третируемого полицейского, офицера Диббла в 30 эпизодах мультфильма «Топ Кэт» (1961-62).
Помимо этого, Дженкинс сыграл гостевые роли во многих популярных телесериалах, среди них «Я люблю Люси» (1952-53), «Театр Деймона Раниона» (1955-56), «Театр 90» (1957), «Караван повозок» (1960), «Пит и Глэдис» (1961), «Бен Кейси» (1965), «Агенты А. Н.К. Л.» (1966) и «Врач Маркус Уэлби» (1971). В этих, и таких сериалах, как «Адам-12» (1971) и «Моя жена меня приворожила» (1971-72), Дженкинсу часто доставались роли «копов, уборщиков или синих воротничков-простачков».

## Актёрское амплуа и оценка карьеры
Как отмечено в некрологе актёра в «Нью-Йорк Таймс», «зеленоглазый, хриплый Аллен Дженкинс однажды сказал, что не возражает, когда его называют „комичным хулиганом“, так как его специализация на дружелюбном хулиганстве принесла ему многочисленные роли в диапазоне от неуклюжего гангстера и копа-тугодума до таксиста с золотым сердцем. Благодаря кривой усмешке и бруклинскому акценту Дженкинс был идеален для создания образов боксёрского менеджера, ипподромного зазывалы или болвана-придурка». В биографии актёра на Turner Classic Movies также указывается, что Дженкинс «как правило играл недалёких преступников в гангстерских фильмах», а Хэл Эриксон назвал Дженкинса «лучшим „комичным гангстером“ экрана», далее отметив, что он был «открытым и драчливым человеком как на экране, так и за его пределами».
Эриксон отмечает, что в начале карьеры «в течение нескольких лет Дженкинс работал в региональных театрах и на Бродвее». Затем, как пишет «Нью-Йорк Таймс», «начиная с 1933 года, Дженкинс появлялся на экране в ролях разнообразных преступников, часто как подручный бандитов в исполнении Джеймса Кэгни, Хамфри Богарта и Эдварда Г. Робинсона». За свою карьеру Дженкинс сыграл более чем в 175 фильмах и телешоу, среди которых «42-я улица», «Чудо-человек», «Квартал Тортилья-флэт», «Пикирующий бомбардировщик», «Удивительный доктор Клиттерхаус», «Парень из Сент-Луиса» и «Тин Пэн Элли».

## Прочее
В 1930-40-е годы Дженкинс занимал видное место в так называемой голливудской «ирландской мафии», дружной группе популярных ирландских актёров, в которую, среди прочих входили Джеймс Кэгни и Пэт О’Брайен.
Позднее Дженкинс публично заявил о своём алкоголизме, и был первым актёром, который выступил в Палате представителей и Сенате США на эту тему.

## Личная жизнь
С 1931 по 1962 год Дженкинс был женат, у него был сын Энтони и две дочери, Дороти и Нэнси.

## Смерть
Аллен Дженкинс умер 20 июля 1974 года в больнице в Санта-Монике от осложнений после операции по поводу рака лёгких. Ему было 74 года.

## Фильмография
| Год       |     | Русское название                               | Оригинальное название                 | Роль                                            |
| --------- | --- | ---------------------------------------------- | ------------------------------------- | ----------------------------------------------- |
| 1931      | кор | Встать на правильный путь                      | Strait and Narrow                     | бывший заключённый                              |
| 1931      | ф   | Девичья привычка                               | The Girl Habit                        | Тони Малони                                     |
| 1932      | ф   | Благословенное событие                         | Blessed Event                         | Фрэнки Уэллс                                    |
| 1932      | ф   | Рэкетирская команда                            | Rackety Rax                           | Майк Дамфи                                      |
| 1932      | ф   | Трое в паре                                    | Three on a Match                      | Дик                                             |
| 1932      | ф   | Я — беглый каторжник                           | I Am a Fugitive from a Chain Gang     | Барни Сайкс                                     |
| 1932      | ф   | Адвокат                                        | Lawyer Man                            | Иззи Левайн                                     |
| 1932      | ф   | Гранд-отель                                    | Grand Hotel                           | упаковщик мяса в гостинице (в титрах не указан) |
| 1933      | ф   | Тяжело справиться                              | Hard to Handle                        | радиоведущий                                    |
| 1933      | ф   | 42-я улица                                     | 42nd Street                           | Мак Элрой                                       |
| 1933      | ф   | Блонди Джонсон                                 | Blondie Johnson                       | Луи                                             |
| 1933      | ф   | Замочная скважина                              | The Keyhole                           | Хэнк                                            |
| 1933      | ф   | Телепат                                        | The Mind Reader                       | Фрэнк                                           |
| 1933      | ф   | Завтра в семь                                  | Tomorrow at Seven                     | Дуган                                           |
| 1933      | ф   | Профессиональная душка                         | Professional Sweetheart               | О’Коннор                                        |
| 1933      | ф   | Шёлковый экспресс                              | The Silk Express                      | Роберт «Расти» Гриффит                          |
| 1933      | ф   | Мэр ада                                        | The Mayor of Hell                     | Майк                                            |
| 1933      | ф   | Бюро пропавших без вести                       | Bureau of Missing Persons             | детектив Джо Мьюзик                             |
| 1933      | кор | Этой весной                                    | 'Tis Spring                           |                                                 |
| 1933      | ф   | Гаванские вдовы                                | Havana Widows                         | Герман Броуди                                   |
| 1934      | ф   | Большое потрясение                             | The Big Shakedown                     | Лефти                                           |
| 1934      | ф   | У постели                                      | Bedside                               | Сэм Спаркс                                      |
| 1934      | ф   | У меня есть твой номер                         | I've Got Your Number                  | Джон «Джонни»                                   |
| 1934      | ф   | Джентльмен Джимми                              | Jimmy the Gent                        | Лу                                              |
| 1934      | ф   | Водоворот                                      | Whirlpool                             | Мак                                             |
| 1934      | ф   | Двадцать миллионов возлюбленных                | Twenty Million Sweethearts            | Пит                                             |
| 1934      | ф   | Весёлые Фринки                                 | The Merry Frinks                      | Эмметт Фринк                                    |
| 1934      | ф   | Дело о воющей собаке                           | The Case of the Howling Dog           | детектив, сержант Холкомб                       |
| 1934      | ф   | Главное счастье                                | Happiness Ahead                       | Чак                                             |
| 1934      | ф   | Парень из Сан-Луиса                            | The St. Louis Kid                     | Бак                                             |
| 1935      | ф   | Приятная музыка                                | Sweet Music                           | Барни Коуан                                     |
| 1935      | ф   | Ночь в «Ритце»                                 | A Night at the Ritz                   | Гип Бигл                                        |
| 1935      | ф   | Пока пациент спал                              | While the Patient Slept               | сержант полиции Джим Джексон                    |
| 1935      | ф   | Дело о любопытной невесте                      | The Case of the Curious Bride         | Спадси                                          |
| 1935      | ф   | Ирландский дух в нас                           | The Irish in Us                       | Карбарн Шаммершлог                              |
| 1935      | ф   | Мисс Глори                                     | Page Miss Glory                       | Пити                                            |
| 1935      | ф   | Я живу ради любви                              | I Live for Love                       | Мак                                             |
| 1935      | ф   | Дело о счастливых ножках                       | The Case of the Lucky Legs            | Спэдси Дрейк                                    |
| 1935      | ф   | Мисс тихоокеанский флот                        | Miss Pacific Fleet                    | Бернард «Кьюпай» Уиггинс                        |
| 1935      | ф   | Певица с Бродвея                               | Broadway Hostess                      | Фишкейк                                         |
| 1936      | ф   | Поющий ребенок                                 | The Singing Kid                       | Джо Эдди                                        |
| 1936      | ф   | Грехи человека                                 | Sins of Man                           | Красти                                          |
| 1936      | ф   | Кейн и Мейбл                                   | Cain and Mabel                        | Додо                                            |
| 1936      | ф   | Трое на лошади                                 | Three Men on a Horse                  | Чарли                                           |
| 1936      | ф   | Спой мне песнь любви                           | Sing Me a Love Song                   | «Крисс» Кросс                                   |
| 1937      | ф   | Готовы, желаем и можем                         | Ready, Willing and Able               | Дж. Ван Кортленд                                |
| 1937      | ф   | Меченая женщина                                | Marked Woman                          | Луи                                             |
| 1937      | ф   | Навсегда со времён Евы                         | Ever Since Eve                        | Джейк Эдголл                                    |
| 1937      | ф   | Поющий морпех                                  | The Singing Marine                    | сержант Майк                                    |
| 1937      | ф   | Танцуй, Чарли, танцуй                          | Dance Charlie Dance                   | Элф Морган                                      |
| 1937      | ф   | Жениться на девушке                            | Marry the Girl                        | Спекс                                           |
| 1937      | ф   | Тупик                                          | Dead End                              | Ханк                                            |
| 1937      | ф   | Прекрасный образец                             | The Perfect Specimen                  | Пинки Кэссиди                                   |
| 1937      | ф   | Тихо! Осьминог                                 | Sh! The Octopus                       | Демпси                                          |
| 1938      | ф   | Закружи свою подружку                          | Swing Your Lady                       | Шайнер                                          |
| 1938      | ф   | Простенькое дело об убийстве                   | A Slight Case of Murder               | Майк                                            |
| 1938      | ф   | Скандал дураков                                | Fools for Scandal                     | Дьюи Гилсон                                     |
| 1938      | ф   | Золотоискатели в Париже                        | Gold Diggers in Paris                 | Дюк «Дьюки» Деннис                              |
| 1938      | ф   | Борцы с бандитизмом                            | Racket Busters                        | »Скитс» Уилсон                                  |
| 1938      | ф   | Удивительный доктор Клиттерхаус                | The Amazing Dr. Clitterhouse          | Окей                                            |
| 1938      | ф   | Неприступная                                   | Hard to Get                           | Роскоу                                          |
| 1938      | ф   | Сердце Севера                                  | Heart of the North                    | капрал Билл Хардсок                             |
| 1938      | ф   | Достижение успеха                              | Going Places                          | Друпи                                           |
| 1939      | ф   | Выигрыш на ставках                             | Sweepstakes Winner                    | Ксерксес «Тип» Бэйли                            |
| 1939      | ф   | Непослушная, но милая                          | Naughty But Nice                      | Джо Дирк                                        |
| 1939      | ф   | Пятеро вернулись назад                         | Five Came Back                        | Питер «Пит»                                     |
| 1939      | ф   | Торчи Блейн играет с динамитом                 | Torchy Blane... Playing with Dynamite | лейтенант Стив Макбрайд                         |
| 1939      | ф   | Дестри снова в седле                           | Destry Rides Again                    | Гип Уотсон                                      |
| 1940      | ф   | О, Джонни, как ты можешь любить!               | Oh, Johnny, How You Can Love!         | Ед, он же Хорёк                                 |
| 1940      | ф   | Брат «Орхидея»                                 | Brother Orchid                        | Вилли-нож                                       |
| 1940      | ф   | Знакомьтесь с дикими кошками                   | Meet the Wildcat                      | Макс Шайдел                                     |
| 1940      | ф   | Тин Пэн Элли                                   | Tin Pan Alley                         | Кейси                                           |
| 1940      | ф   | Марджи                                         | Margie                                | Кеннет                                          |
| 1941      | ф   | Шаги в темноте                                 | Footsteps in the Dark                 | Вилфред                                         |
| 1941      | ф   | Перерыв для ритма                              | Time Out for Rhythm                   | Дейвис                                          |
| 1941      | ф   | Пикирующий бомбардировщик                      | Dive Bomber                           | »Счастливчик» Джеймс                            |
| 1941      | ф   | Дерзкий Сокол                                  | The Gay Falcon                        | Джонатан Г. «Голди» Локк                        |
| 1941      | ф   | Отправляйся на Запад, молодая леди             | Go West, Young Lady                   | Хэнк                                            |
| 1941      | ф   | С огоньком                                     | Ball of Fire                          | мусорщик                                        |
| 1942      | ф   | Свидание с Соколом                             | A Date with the Falcon                | Джонатан «Голди» Локк                           |
| 1942      | ф   | Квартал Тортилья-Флэт                          | Tortilla Flat                         | Портаджи Джо                                    |
| 1942      | ф   | Сокол и большая афера                          | The Falcon Takes Over                 | Джонатан «Голди» Локк                           |
| 1942      | ф   | Они все целовали невесту                       | They All Kissed the Bride             | Джонни Джонсон                                  |
| 1942      | ф   | Глаза в ночи                                   | Eyes in the Night                     | Марти                                           |
| 1942      | ф   | Мейзи получает своего мужчину                  | Maisie Gets Her Man                   | »Пэппи» Гудринг                                 |
| 1943      | ф   | Солдатский клуб                                | Stage Door Canteen                    | в роли самого себя                              |
| 1943      | кор | Моя жена - ангел                               | My Wife's an Angel                    |                                                 |
| 1945      | ф   | Чудо-человек                                   | Wonder Man                            | Чимп                                            |
| 1945      | ф   | Леди в поезде                                  | Lady on a Train                       | Дэнни                                           |
| 1946      | ф   | Встретимся на Бродвее                          | Meet Me on Broadway                   | дьякон Макгилл                                  |
| 1946      | ф   | Тёмная лошадь                                  | The Dark Horse                        | Уиллис Тримбл                                   |
| 1946      | ф   | Пение в кукурузе                               | Singin' in the Corn                   | Глен Каммингс                                   |
| 1947      | ф   | Бог дал, Бог взял                              | Easy Come, Easy Go                    | Ник                                             |
| 1947      | ф   | «Fun on a Week-End»                            | 'Fun on a Week-End'                   | Джо Морган                                      |
| 1947      | кор | Дело няни                                      | The Case of the Baby Sitter           | Говард «Гарвард» Куинлан                        |
| 1947      | кор | Тайна шляпной коробки                          | The Hat Box Mystery                   | «Гарвард»                                       |
| 1947      | ф   | Дикая жатва                                    | Wild Harvest                          | Хиггинс                                         |
| 1947      | ф   | Сенатор был несдержан                          | The Senator Was Indiscreet            | Фаррелл                                         |
| 1948      | ф   | Внутренняя история                             | The Inside Story                      | Эдди                                            |
| 1949      | ф   | Большое колесо                                 | The Big Wheel                         | Джордж                                          |
| 1949      | ф   | Борец                                          | Bodyhold                              | Сэтс Генри                                      |
| 1951      | ф   | Флот, давай!                                   | Let's Go Navy!                        | Мервин Лонгнекер                                |
| 1951      | ф   | Сумасшедший по лошадям                         | Crazy Over Horses                     | Плакса Уилли                                    |
| 1951      | ф   | Возьми себя в руки                             | Behave Yourself!                      | человек в штатском                              |
| 1951      | ф   | Энни из Оклахомы                               | Oklahoma Annie                        | Лу, бармен                                      |
| 1952      | ф   | Женский корпус из Валы-Валлы                   | The WAC from Walla Walla              | мистер Редингтон                                |
| 1952      | ф   | Связанные на всю жизнь                         | Chained for Life                      | Хинкли                                          |
| 1952      | с   | Отряд по борьбе с мошенничеством               | Racket Squad                          | 1 эпизод                                        |
| 1952      | с   | Театр четырёх звёзд                            | Four Star Playhouse                   | 1 эпизод                                        |
| 1952—1953 | с   | Бостонский Блэки                               | Boston Blackie                        | 2 эпизода                                       |
| 1952—1953 | с   | Я люблю Люси                                   | I Love Lucy                           | 3 эпизода                                       |
| 1953      | с   | Мистер и миссис Норт                           | Mr. & Mrs. North                      | 1 эпизод                                        |
| 1953      | с   | Шоу Эбботта и Костелло                         | The Abbott and Costello Show          | 1 эпизод                                        |
| 1953      | с   | Персональный секретарь                         | Private Secretary                     | 1 эпизод                                        |
| 1953      | с   | Жизнь Райли                                    | The Life of Riley                     | 1 эпизод                                        |
| 1954      | с   | Знакомьтесь с Корлисс Арчер                    | Meet Corliss Archer                   | 1 эпизод                                        |
| 1954      | с   | Порт                                           | Waterfront                            | 3 эпизода                                       |
| 1954      | с   | Театр от «Дженерал Электрик»                   | General Electric Theater              | 1 эпизод                                        |
| 1954      | с   | Дюк                                            | The Duke                              | Джонни, 13 эпизодов                             |
| 1954—1962 | с   | Шоу Рэда Скелтона                              | The Red Skelton Show                  | Магси, 11 эпизодов                              |
| 1955      | с   | Топпер                                         | Topper                                | 2 эпизода                                       |
| 1955      | с   | Театр комедии Эдди Кантора                     | The Eddie Cantor Comedy Theater       | 1 эпизод                                        |
| 1955—1956 | с   | Театр Деймона Раниона                          | Damon Runyon Theater                  | 5 эпизодов                                      |
| 1955—1956 | с   | Это великолепная жизнь                         | It's a Great Life                     | 2 эпизода                                       |
| 1956      | с   | Студия 57                                      | Studio 57                             | 1 эпизод                                        |
| 1956—1957 | с   | Эй, Джинни                                     | Hey, Jeannie!                         | Эл Мюррей, 26 эпизодов                          |
| 1957      | с   | Театр 90                                       | Playhouse 90                          | 1 эпизод                                        |
| 1959      | ф   | Телефон пополам                                | Pillow Talk                           | Гарри                                           |
| 1959      | с   | Шоу Денниса О’Кифа                             | The Dennis O’Keefe Show               | 1 эпизод                                        |
| 1960      | с   | Караван повозок                                | Wagon Train                           | 1 эпизод                                        |
| 1961      | с   | Пит и Глэдис                                   | Pete and Gladys                       | 1 эпизод                                        |
| 1961      | с   | Шоу Тэба Хантера                               | The Tab Hunter Show                   | 1 эпизод                                        |
| 1961—1962 | с   | Топ Кэт (мультфильм)                           | Top Cat                               | голос, 30 эпизодов                              |
| 1962      | с   | Настоящие Маккой                               | The Real McCoys                       | 1 эпизод                                        |
| 1963      | ф   | Это безумный, безумный, безумный, безумный мир | It's a Mad, Mad, Mad, Mad World       | коп (в титрах не указан)                        |
| 1964      | ф   | Робин и 7 гангстеров                           | Robin and the 7 Hoods                 | Вермин                                          |
| 1964      | ф   | Я лучше буду богатой                           | I'd Rather Be Rich                    | Фред                                            |
| 1964      | ф   | Для тех, кто думает по-молодому                | For Those Who Think Young             | полковник Лесли Дженкинс                        |
| 1964      | с   | Освободите место для папочки                   | Make Room for Daddy                   | 1 эпизод                                        |
| 1965      | с   | Бен Кэйси                                      | Ben Casey                             | 1 эпизод                                        |
| 1966      | с   | Агенты А.Н.К.Л.                                | The Man from U.N.C.L.E.               | 2 эпизода                                       |
| 1966      | с   | Хани Вест                                      | Honey West                            | 1 эпизод                                        |
| 1967      | ф   | Доктор, Вы должно быть шутите                  | Doctor, You've Got to Be Kidding!     | Джо Бонни                                       |
| 1967      | ф   | Шпион в зелёной шляпе                          | The Spy in the Green Hat              | Энцо «Красавчик» Стиллетто                      |
| 1967      | с   | Пожалуйста, не ешьте ромашки                   | Please Don't Eat the Daisies          | 1 эпизод                                        |
| 1967      | с   | Бэтмен                                         | Batman                                | 1 эпизод                                        |
| 1971      | с   | Адам-12                                        | Adam-12                               | 1 эпизод                                        |
| 1971      | с   | Доктор Маркус Уэлби                            | Marcus Welby, M.D.                    | 1 эпизод                                        |
| 1971      | с   | Чикагские медвежата                            | The Chicago Teddy Bears               | 1 эпизод                                        |
| 1971—1972 | с   | Моя жена меня приворожила                      | Bewitched                             | 4 эпизода                                       |
| 1972      | тф  | Уйти от всего этого                            | Getting Away from It All              | швейцар                                         |
| 1972      | с   | Шоу Пола Линде                                 | The Paul Lynde Show                   | 1 эпизод                                        |
| 1974      | ф   | Первая полоса                                  | The Front Page                        | телеграфист                                     |
| 1974      | с   | Полицейская история                            | Police Story                          | 1 эпизод                                        |